# 앨런 웨이크
앨런 웨이크(Alan Wake)는 레미디 엔터테인먼트가 제작한, "심리학적 스릴러 액션 어드벤처" 게임이다. 트윈 피크스와 로스트 그리고 스티븐 킹의 작품들에 영향을 받아 제작되었다. 엑스박스 360 버전으로 2010년 5월에 발매가 됐으며 2012년 2월 17일에 PC 버전으로 스팀에서 발매되었다.

## 게임 방식
앨런 웨이크는 로스트나 24와 비슷한 에피소드 형식으로 진행되며, 각각의 에피소드나 등장인물들이 메인 스토리를 만드는 작은 퍼즐 역할을 한다고 했다. 레미디는 앨런 웨이크가 단지 더 큰 스토리에 다른 속편들을 예고하는 첫 시즌이라고 말했다.
빛은 게임 전략과 게임 스토리에 아주 중요한 역할을 한다. "테이큰"이라 불리는 어둠에 둘러싸인 적들은 빛에 민감하여, 플레이어가 빛이 있는 장소에서 이점을 얻거나, 손전등이나 섬광탄을 주요 무기로 쓰게 한다.
또한, 플레이어는 적이 다가오면 불이 켜지는 함정을 설치해 피해를 주거나, 일시적으로 마비시킬 수 있다
레미디는 처음에 그랜드 테프트 오토 시리즈 같은 샌드박스-스타일(sandbox-style)의 게임을 예정했으나, 영국 게임 전문 잡지 Edge와의 인터뷰에서, 스토리라인(줄거리)을 중요시 하기 위해 샌드박스-스타일을 취소했으나 플레이어는 게임 진행에 따라 더 큰 곳으로 갈수 있다고 했다.
게임은 낮과 밤이 반복되며, 플레이어는 낮에 주변 NPC들과 이야기하며, 마을 브라이트 폴스에 대해 조사할 수 있다.

## 줄거리
베스트 셀러 작가인 앨런 웨이크는 2년 동안 아무것도 집필하지 못했다. 그의 아내 앨리스는 앨런의 창의력을 돋우기 위해 그를 작은 마을 브라이트 폴스로 데리고 오지만, 그녀는 흔적없이 사라지고, 앨런은 자신이 악몽 속에 갇혔다는 것을 알게 된다. 그가 쓴 기억이 없는 소설이 현실화되고, 밤마다 마을과 주민들은 강력한 어둠에 홀려 앨런을 위협하며, 앨런은 빛으로 그에 맞선다. 다시 아침이 돌아오면, 모든 것이 정상으로 돌아가지만, 앨런은 경찰과 FBI에 쫓김과 동시에 잃어버린 소설 원고를 찾으며, 그의 아내를 찾아야 한다.

## 브라이트 폴스
앨런 웨이크의 전 이야기를 다룬 실사영화 브라이트 폴스는 2010년 4월 27일 정식 공개됐다. 6편으로 나뉘며, brightfalls.com에서 볼 수 있다.

## 사운드 트랙
앨런 웨이크 사운드 트랙의 곡인 Poets of the Fall의 "War"는 Poets of the Fall의 네 번째 앨범 Twilight Theater의 곡이다. 제작자 샘 레이크는 이 곡이 앨런 웨이크의 사운드 트랙인 동시에 스토리 라인과 연결되어 있다고 말했다. 이 밴드는 레미디 사의 전 작품인 맥스 페인 2: 더 폴 오브 맥스 페인의 엔딩곡인 "Late Goodbye"를 불렀다. 이 곡은 샘 레이크가 작사했지만, "War"는 앨런 웨이크를 위해 쓰이지 않았다고 한다.

## 개발
앨런 웨이크는 E3 2005년에 처음 공개됐다. 마이크로소프트는 레미디와 엑스박스 360과 윈도우 비스타의 디렉트X 10으로만 발매하는 것으로 동업을 맺었다. 그러나 2009년 중반, 레미디사는 PC로 내기로 한 계획은 보류하고, 엑스박스 360 버전에만 집중하겠으며, PC 버전이 나오는 것은 배급사인 마이크로소프트의 결정에 달렸다고 말했다.
그리고 2010년 1월 12일 마이크로소프트는 PC 발매는 취소하며, 앨런 웨이크는 PC보다는 엑스박스 360이 더 적합하다고 말했다
그러나 2012년 2월 17일 스팀 플랫폼을 통해 출시되었다.
앨런 웨이크는 한정판으로도 나오는데, 다음과 같은 상품이 들어있다
- 앨런웨이크 Xbox Live 아바타 티셔츠와 테마
- 소설책: "The Alan Wake Files" (144 page)
- 스페셜 디스크
  - 독점 Xbox Live 대쉬보드 테마
  - 독점 Xbox Live 아바타 팩
  - 첫 번째 다운로드 컨텐츠 코드
  - 미공개 영상
  - 다큐멘터리 비디오
- 오리지널 사운드 트랙

## 평가
| 통합 점수      | 통합 점수                 |
| 통합사         | 점수                      |
| -------------- | ------------------------- |
| 메타크리틱     | (X360) 83/100 (PC) 83/100 |
| 평론 점수      |                           |
| 평론사         | 점수                      |
| 1UP.com        | B+                        |
| CVG            | 9.0/10                    |
| 유로게이머     | 7/10                      |
| 게임 인포머    | 8.5/10                    |
| 게임프로       | 4/5                       |
| 게임스팟       | 8.5/10                    |
| 게임트레일러스 | 8.6/10                    |
| IGN            | 9/10                      |
| OXM (US)       | 9/10                      |
| Spawn Kill     | 8.5/10                    |
| Wired          | 6/10                      |

| 수상   | 수상                     |
| 평론사 | 수상                     |
| ------ | ------------------------ |
| IGN    | Editors' Choice Award    |
| Time   | No. 1 video game of 2010 |